# 方广寺 (衡山)
方廣寺，位於湖南境內的南岳衡山南天門山脊以南，蓮花峰下。該寺始建於南朝梁天監二年（503年），保存至今外貌完好。

## 環境
寺內有許多珍稀樹木，如：橫豆杉、銀雀、香果樹，其中有一株娑羅樹，生長在岩上石縫中，已有數百年樹齡。寺附近有黃沙潭、白沙潭、黑沙潭等諸多潭水。宋徽宗見此地瀑布磅礡，曾於此地提「海南龍湫」四字，於黑沙潭邊之石壁。